# Gaston Berghmans
Pour les articles homonymes, voir Berghmans.
Gaston Berghmans, né le 11 mars 1926 à Merksem (depuis intégrée à Anvers) et mort le 21 mai 2016 à Schoten (province d'Anvers), est un acteur et humoriste belge d'expression néerlandaise et anversoise.
Il est devenu célèbre grâce à son duo comique Gaston et Leo (nl), Leo étant le prénom de Leo Martin.

## Filmographie partielle

### Au cinéma
- 1959 : Een zonde waard : Tony Dertien
- 1960 : Plus malin que le diable : Pol
- 1960 : Au plus fou, au mieux : Mil
- 1961 : Le Jouisseur tranquille : Gaston Somers
- 1976 : Pallieter : le garde-champêtre
- 1980 : De Witte van Sichem (Filasse) : Nand (le chef d'orchestre) (« guest-star » spécial)
- 1984 : Zware jongens : Gaston Berghmans
- 1986 : Paniekzaaiers : Gaston
- 1988 : Gaston et Leo à Hong Kong : Gaston
- 1995 : She Good Fighter : Rick
- 1998 : Dief! : Bompa Van Reeth
- 2008 : Christmas in Paris : Leon Gevers